# Ifti Nasim
Iftikhar Nasim ou Ifti Nasim (15 septembre 1946 - 22 juillet 2011) est un poète et un militant pour les droits LGBT pakistano-américain.

## Biographie
Né à Faisalabad, il a pour père le rédacteur en chef d'un journal en ourdou, Awam. Il a conscience depuis l'adolescence qu'il est attiré par les hommes. Alors qu'il a vingt et un ans, il est destiné à un mariage arrangé par sa famille .
Lisant dans Life Magazine que les homosexuels sont moins menacés aux États-Unis qu'au Pakistan, il quitte son pays en 1971 et s'installe en 1974 à Chicago. Il y trouve un emploi de vendeur de voitures.
En 1986, il fonde l'association Sangat à Chicago, une association pour les LGBT d'Asie du Sud,, dont le nom vient d'un mot sanskrit signifiant ensemble. Il anime également une émission radiophonique intitulée Radio Sargam. 
En 1995, il publie son premier recueil de poèmes en ourdou, Narman (hermaphrodite en persan). Ce recueil est considéré comme le premier livre en ourdou à parler d'homosexualité,,. Publié au Pakistan, ce livre suscite la controverse et il est vendu sous le manteau, mais il est aussi à l'origine d'un courant de poésie fondé sur l'honnêteté et le rejet de l'hypocrisie,.
En 1996, il fait son entrée dans le Chicago Gay and Lesbian Hall of Fame,,. Il est le sujet d'un documentaire réalisé par Mazhar Zaidi en 2007, Nar Narman.
Il meurt d'une crise cardiaque en 2011.

## Œuvres
- Narman, Ham Khayal Pablisharz, 1994 (ASIN B0000CRR79).
- Ek thi larki, Sang-i Mil Pablikeshanz, 1995  (ISBN 978-9693506204).
- Mukhtalif, Sang-i Mil Pablikeshanz, 2000  (ISBN 978-9693511420).
- Myrmecophile: Selected Poems, 1980-2000, Xlibris Corporation, 2000  (ISBN 978-0738852294).